# Olivia Schough
Olivia Alma Charlotta Schough (født 11. marts 1991) er en svensk fodboldspiller, der spiller som angriber for FC Rosengård og Sveriges kvindefodboldlandshold.
Hun har rekorden for det hurtigst scorede mål på det svenske kvindelandshold nogensinde, at hun 17. september 2015 sendte bolden i nettet efter 16 sekunder i en EM-kvalifikationskamp mod Moldavien Hun scorede desuden det udlignende mål i 1-1-kampen mod Holland 9. marts 2016, der sikrede Sverige deltagelse ved OL 2016, hvor holdet endte med at vinde sølvmedaljer.
Schough var med i truppen til slutspillet om VM 2019.